# The Elder Scrolls V: Skyrim
A The Elder Scrolls V: Skyrim egy nyílt világgal rendelkező akció-szerepjáték, melyet a Bethesda Game Studios fejlesztett és Bethesda Softworks adott ki 2011. november 11-én Microsoft Windows, PlayStation 3 és Xbox 360 platformokra. A Skyrim a The Elder Scrolls sorozat ötödik epizódja, a 2006-ban megjelent The Elder Scrolls IV: Oblivion című játék folytatása.
A történet fő cselekményszála szerint Alduin, a sárkányisten megjósolta a világ végét, a játékos célja pedig az ő legyőzése lesz. A játék 200 évvel az Oblivion után játszódik, a helyszín a Nirn bolygó Tamriel nevű kontinensének egy északi tartománya, Skyrim. A sorozat védjegyének számító nyílt világú játékmenet ebben a részben is megvan, a játékos nincs rákényszerítve a főküldetések teljesítésére, elkalandozhat és felfedezheti a vidéket vagy különböző melléküldetésekkel töltheti el idejét. A Skyrim a kritikusok és a játékosok szemszögéből is egyaránt pozitív értékeléseket kapott, a megjelenését követő 48 órában 3,5 millió példánynál is többet értékesítettek belőle, míg a Metacritic oldalán a PC-s verzió 29 értékelés alapján 94 pontos átlaggal rendelkezik.
A játék a Steamworks rendszerét használja, ami szükségessé teszi, hogy a játékot a felhasználó a Steam rendszerén keresztül regisztrálja, emellett a kiadó döntése miatt a Skyrim régiózárral ellátva jelent meg. Magyarországról a játék, és a hozzá megjelent letölthető tartalmak a Steam online boltjában 2013 január végén váltak megvásárolhatóvá. A Valve közleménye szerint a Skyrim a Steam történetének leggyorsabban fogyó játéka.

## Mesterséges intelligencia
A mesterséges intelligencia tovább fejlődött az előző rész, az Oblivion után. A játékos cselekedetei nagyban befolyásolják a nem játékos karakterek viselkedését.

## Magyarítás
A játék, illetve annak kiegészítői magyarul is játszhatók a MorroHun Team jóvoltából. A Skyrim alapjáték fordítása 2012 májusában kezdődött meg és 2013 novemberére készült el, míg a kiegészítők fordításának 2014. január végén látott neki a csapat. A magyarításon összesen 18 csapattag dolgozott, 6 millió 600 karaktert fordítottak le.